# Harold J. Leavitt
Harold J. Leavitt (14 janvier 1922 - 8 décembre 2007) est un psychologue du travail et des organisations américain qui a travaillé en particulier avec des confrères comme Kurt Lewin sur le concept de dynamique de groupe fondé par Lewin et Alexander Bavelas sur la communication et les réseaux de communication.
Il a en particulier étudié le mode de fonctionnement des groupes restreints et le comportement de leurs membres selon le type de réseau adopté (ou imposé), les relations internes dans le groupe et les conditions de sa réussite.
Il meurt le 8 décembre 2007 à l'âge de 85 ans, d'une fibrose pulmonaire.

## Psychologie des fonctions de direction dans l'entreprise
Dans son ouvrage fondamental, Managerial Psychology (1958), Harold J. Leavitt  affirme que les organisations industrielles sont accessibles à la recherche expérimentale quantitative. Ce livre introduit par son plan une notion très importante, l'influence de la taille d'un groupe ou de la structure d'une organisation sur le fonctionnement du groupe.
Harold J. Leavitt distingue :
- L'individu pris isolément (p. 17-18)
- Les rapports entre deux individus (p. 115-116)
- Les groupes de trois à vingt personnes (p. 197-199) , objet de ce qui sera appelé ultérieurement le leadership puis le management de proximité, du ressort de la psycho-sociologie
- Les groupes nombreux : centaines et milliers (p. 259-260), objet  de ce qui sera appelé plus tard le « management organisationnel » et qui est du ressort de la sociologie

## Les expériences de Bavelas et Leavitt

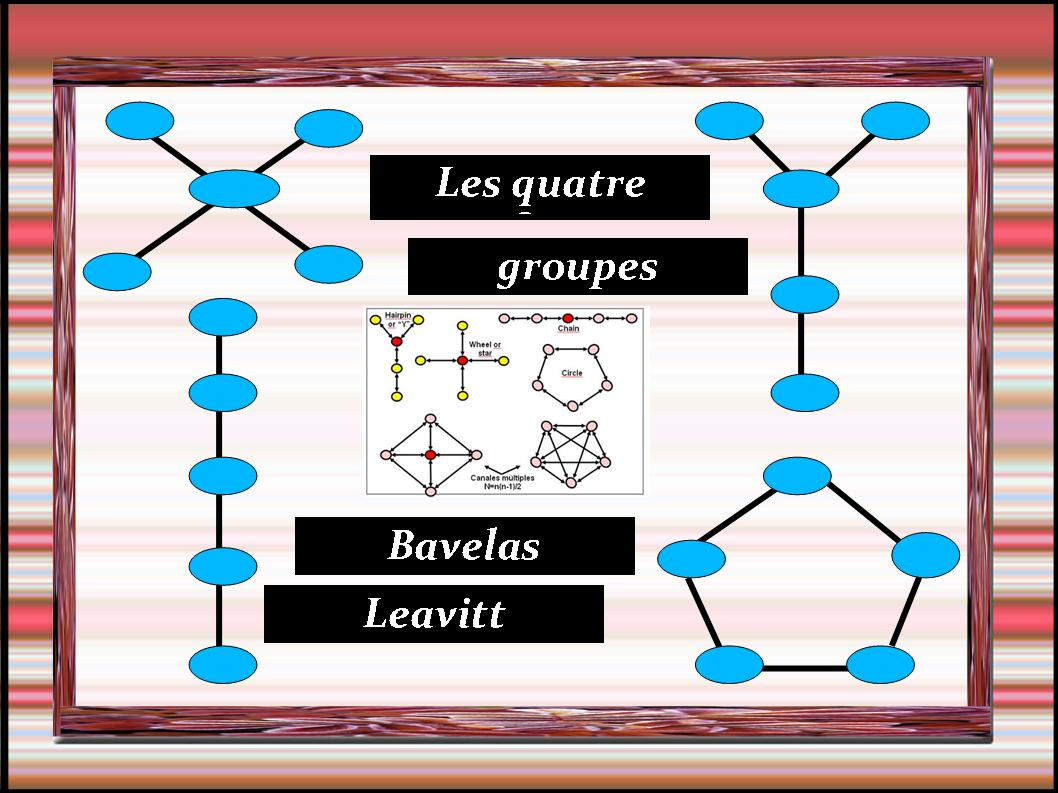
Les 4 groupes-réseaux Bavelas-Leavitt.

À partir du modèle mathématique qu'avait développé Alexander Bavelas pour analyser les réseaux de communication, Harold J. Leavitt a défini quatre types de réseaux, selon leur niveau de centralisation : 
- centralisé,
- en Y,
- en chaîne
- circulaire.

Le dispositif expérimental, qui permet la modification des canaux de communication, réunit cinq personnes qui ne communiquent entre elles que par écrit et qui ont pour tâche de résoudre un problème dont la solution exige le rassemblement de données dont chaque individu en détient une partie. Le but de l'exercice est de mesurer la performance du groupe dans deux domaines essentiels que sont la rapidité avec laquelle il a résolu le problème et le nombre d'interactions entre ses membres. À partir de ces mesures, on s'aperçoit que plus le réseau est centralisé, meilleur est le résultat du point de vue de la rapidité. Mais par contre, la satisfaction de chaque membre est inversement proportionnelle au degré de centralisation. ceci vaut pour la moyenne du groupe, non pour chaque individu pris isolément, dont le moral croît avec la 'centralité' de sa position dans le groupe.
Plus un individu est extérieur au centre de décision, moins son moral est élevé. Du point de vue psycho-sociologique, on constate que dans les réseaux décentralisés où personne n'occupe de position centrale, aucun leader ne se dégage ; à l'inverse, dans un réseau centralisé, celui qui est au centre du dispositif est le leader naturel du groupe.
Harold J. Leavitt considère que l'autorité qui pèse sur le personnel d'une entreprise équivaut à une tentative de contrôle créant artificiellement un conflit psychologique. Il note que l’autorité exercée par un supérieur n’obtient en général que le minimum du subordonné qui conserve toujours un pouvoir plus ou moins grand de représailles. Harold J. Leavitt observe qu’une personne peut influencer une autre sans exercer d’autorité par un processus où on se contente de montrer, de soutenir, d’aider sans que la responsabilité soit enlevée à la personne elle-même. Si Harold J. Leavitt pense qu’il semble que les structures égalitaires, celles où tout le monde a un accès à peu près égal aux informations, soient préférables aux réseaux hiérarchiques, il reconnaît que les réseaux non égalitaires démarrent un travail plus vite et l’exécutent plus rapidement si le travail est simple, et ont également l’avantage de bien cadrer avec la structure pyramidale de l’entreprise.

## Le concept d'équipe: leshots groups

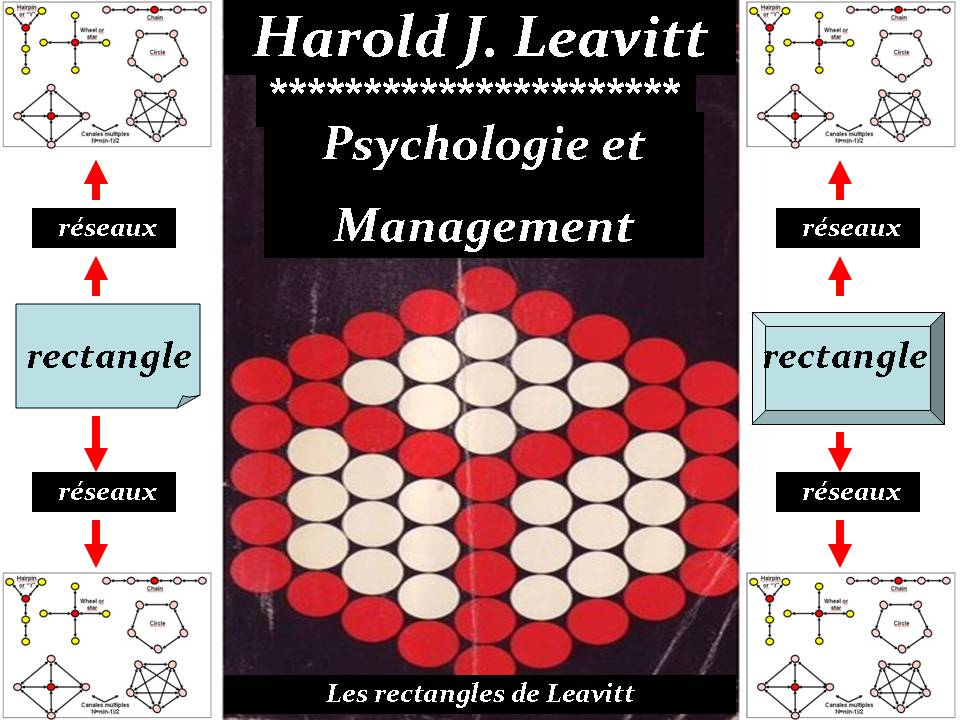
Les rectangles de Leavitt.

Harold Leavitt et Jean Lipman-Blumen ont baptisé les équipes performantes et très ouvertes les "hots groups" -littéralement les groupes très chauds ou brûlants- dont les membres se font confiance (groupe soudé) et sont stimulés par une tâche particulièrement exigeante.
Il faut bien sûr que certaines conditions soient remplies pour que le groupe puisse réussir qu'ils définissent de la façon suivante : 
- Laisser place à la spontanéité, encourager l’émulation, l’honnêteté et les échanges d'idées ;
- Favoriser la libre expression, la pensée vraie de chacun sans jugement et sans a priori ;
- Développer une attitude positive face aux obstacles ;
- Choisir des gens pour leurs compétences et leurs motivations ;
- Recourir aux technologies de l'information pour aider à établir des liens, et pas seulement pour gérer l'information.

Sur la notion de valeurs, ce qui est partagé et doit faire l'objet d'un consensus : « Dans le contexte du management, les valeurs représentent un système durable de règles, de lignes directrices à usage personnel, définissant ce qui est autorisé et ce qui ne l'est pas. »

## Innovation et créativité
Harold Leavitt a aussi beaucoup travaillé sur les thèmes d'innovation et de créativité en matière sociale. Il est l'auteur de ces deux remarques qui sont assez souvent reprises et qui montrent bien qu'il faisait a priori confiance à l'individu pour s'autoréguler et se dépasser, pourvu qu'on lui en donne les moyens : 
- « Les innovations sont presque toujours le fait d'explorateurs individuels ou de petits groupes, et presque jamais celui de bureaucraties importantes et hautement structurées. »
- « La créativité individuelle peut être détruite par une incitation au conformisme... Les injonctions à agir rationnellement inhibent les aptitudes à se comporter de manière créative. »

Il reprenait aussi volontiers cette mise en garde de son confrère Paul Watzlawick :
- « La volonté de renoncer à son indépendance, de troquer le témoignage de ses sens contre le sentiment confortable mais déformant la réalité, d'être en harmonie avec un groupe, est l'aliment dont se nourrissent les démagogues. »

### Traductions françaises
- Le management dans les années 80, Harold J. Leavitt, Thomas Whisler Harvard Businness Revue, 1958- voir , 2000
- Harold J. Leavitt, (Managerial Psychology) Psychologie des fonctions de direction dans l'entreprise. Données psychologiques du comportement des individus, des groupes et des collectivités, Éditions Hommes et Techniques, 3e éd. 1969.

## Ouvrages
- « Harold Jack Leavitt », dans : Jean-Claude Scheid, Les grands auteurs en organisation, Dunod, 1980, p. 190-196.